# 国民公敌 (1931年电影)
是一部1931年的美国有声前法典黑幫電影，由威廉·A·韦尔曼导演，詹姆斯·卡格尼和珍·哈露主演。本片讲述了一位年轻人在美国禁酒時期在黑帮界崛起的故事。劇本改编自兩名前報社記者約翰·布萊特與庫貝克·格拉斯莫所寫的一本从未得到出版的小说《Beer and Blood》，他們在芝加哥親眼目睹艾爾·卡彭的一些兇惡幫派鬥爭。本片为1931年票房第9高的影片，收入几乎为制作费的7倍，并在第4届奥斯卡奖上获得最佳故事奖提名。

## 劇情

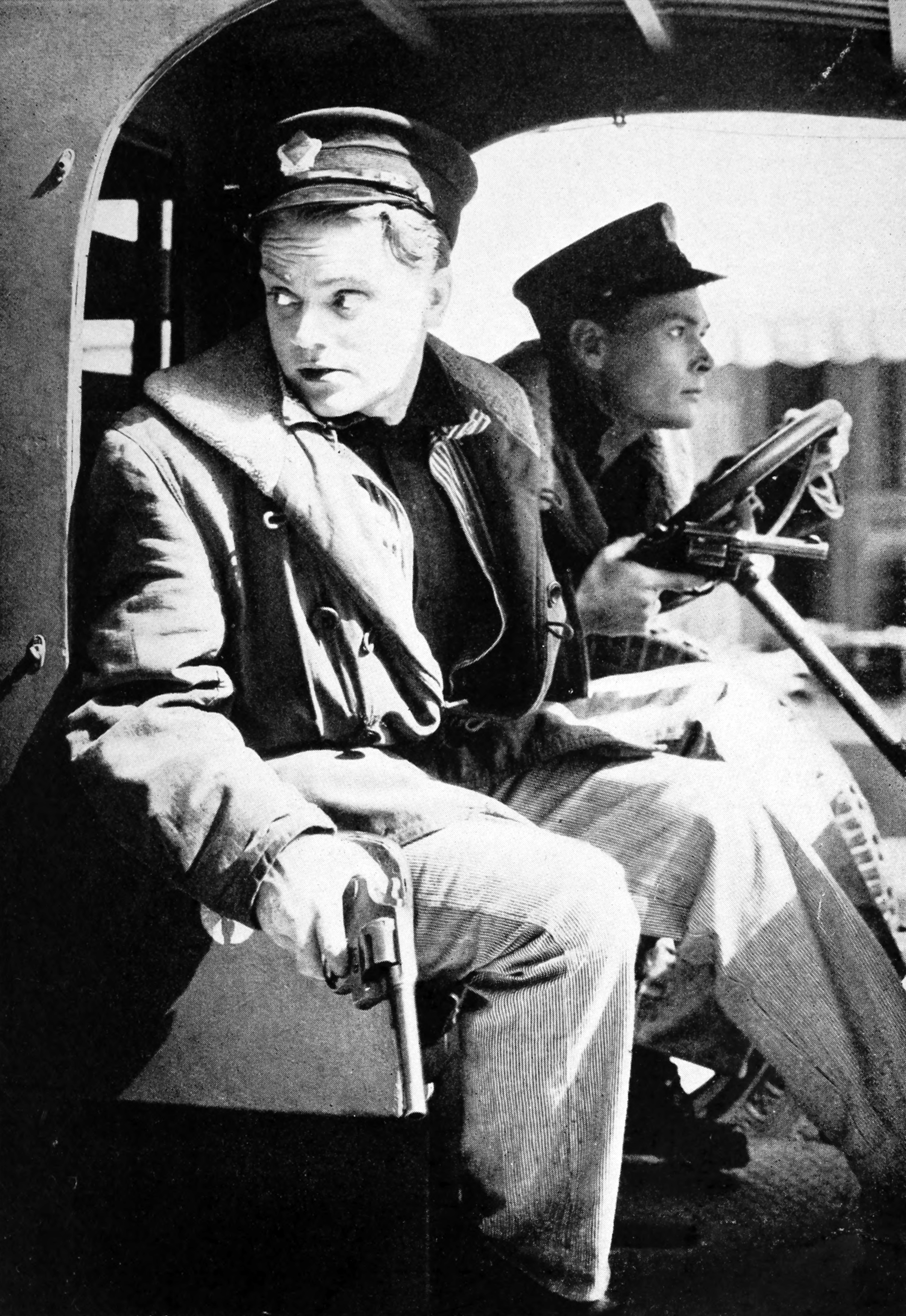
《人民公敵》中的詹姆斯·卡格尼和艾華·伍茲

1900年代的芝加哥，年輕的愛爾蘭裔美國人Tom Powers和他畢生的朋友Matt Doyle參與小偷竊，把他們的戰利品賣給Putty Nose。Putty Nose說服他們在毛皮倉庫搶劫中加入他的幫派，確保如果出現任何問題，他會照顧他們。當Tom被一隻毛絨玩具熊嚇了一跳，他就開槍射它，驚動了警察，警察殺死了幫派成員Larry Dalton。他們被警察追趕，Tom和Matt不得不槍殺他。不過，當他們去找Putty Nose求助時，他們發現他已經離開了。
Tom的哥哥Mike Powers試圖說服Tom放棄犯罪，但沒有成功。Tom把他的活動保密，不讓他溺愛的母親知道。當美國在1917年加入第一次世界大戰時，Mike便入伍當兵。
1920年，禁酒令即將生效，Paddy Ryan招攬Tom和Matt在他的私酒生意中當啤酒「推銷員」（黑幫執法者）。他與著名黑幫Samuel "Nails" Nathan結盟。隨著私酒生意變得更有利可圖，Tom和Matt便炫耀自己的財富。

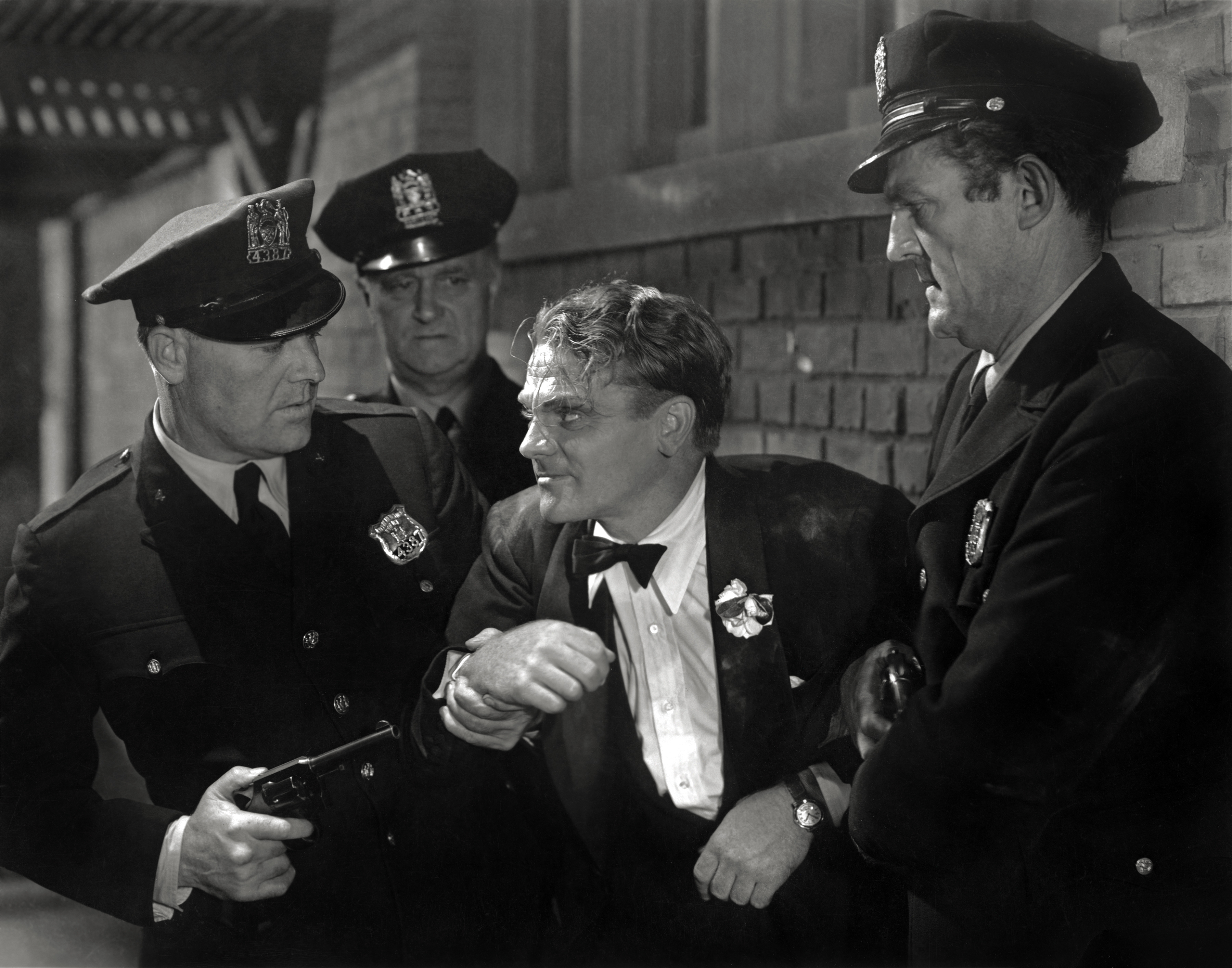
《人民公敵》中的占士·格尼

Mike發現他弟弟的錢不是來自Tom聲稱的政治事務，而是來自私酒生意，而Mike斷言Tom的成功只不過是基於「啤酒和血」（beer and blood，本片的原著小說標題名）。Tom厭惡地反駁道：「你的手並不那麼乾淨，你殺過人並且很喜歡殺人，你沒有因為與德國人握手而得到他們的獎章。」
Tom和Matt分別有女朋友Kitty和Mamie。Tom最終厭倦了Kitty；在一個著名的場景中，當她經常抱怨時，他憤怒地將半個葡萄柚推到她的臉上。然後，他為Gwen Allen而放棄她，Gwen是一個對壞男人自認有弱點的女人。在Matt與Mamie結婚宴會當晚的一間餐廳裡，Tom和Matt認出了Putty Nose並跟隨他回家。Putty乞求保命，在鋼琴上彈奏一首在Tom和Matt小時候曾帶給他們快樂的歌。Tom在他背後開槍殺死他。
Tom給他的母親一大筆錢，但Mike拒絕了這個禮物。Tom撕下鈔票並扔到他哥哥的臉上。"Nails" Nathan在騎馬意外中死亡，刺激了Tom找到這匹馬並射殺牠。以"Schemer" Burns為首的敵對幫派利用Nathan的死來佔便宜，引發了一場幫派戰爭。
後來，Matt在公開場合被槍殺，而Tom逃脫了同樣的命運。憤怒的Tom決定獨自一人與Burns和他的一些手下算帳。在槍戰中Tom受了重傷，最終入了醫院。當他的母親、哥哥和Matt的妹妹Molly來看他時，他與Mike和好並同意改過自新。然而，Paddy警告Mike，Tom被Burns的黑幫從醫院裡綁架了。後來，Tom的屍體被送回Powers的家。

## 演員
- 詹姆斯·卡格尼 飾 Tom Powers
- 珍·哈露 飾 Gwen Allen
- 艾華·伍茲（英语：Edward Woods） 飾 Matt Doyle
- 瓊·布朗德爾 飾 Mamie
- Donald Cook（英语：Donald Cook (actor)） 飾 Mike Powers
- 萊斯里·芬頓（英语：Leslie Fenton） 飾 Nails Nathan
- Beryl Mercer（英语：Beryl Mercer） 飾 Ma Powers
- Robert Emmett O'Connor（英语：Robert Emmett O'Connor） 飾 Paddy Ryan
- Murray Kinnell（英语：Murray Kinnell） 飾 Putty Nose

未掛名
- 梅·克拉克 飾 Kitty
- Frank Coghlan Jr.（英语：Junior Coghlan） 飾 Tom as a boy
- 法蘭基·達洛（英语：Frankie Darro） 飾 Matt as a boy
- Snitz Edwards（英语：Snitz Edwards） 飾 Miller
- Rita Flynn 飾 Molly Doyle
- Dorothy Gee 飾 Nails' Girl
- Douglas Gerrard（英语：Douglas Gerrard） 飾 Assistant tailor
- Robert Homans（英语：Robert Homans） 飾 Officer Pat Burke
- 埃迪·凱恩（英语：Eddie Kane） 飾 Joe
- 米亞·馬爾文（英语：Mia Marvin） 飾 Jane
- Sam McDaniel（英语：Sam McDaniel） 飾 Headwaiter
- Helen Parrish（英语：Helen Parrish） 飾 Little girl
- 李·菲爾普斯（英语：Lee Phelps） 飾 Steve
- Russ Powell（英语：Russ Powell） 飾 Bartender
- Purnell Pratt（英语：Purnell Pratt） 飾 Officer Powers
- 露西兒·沃德（英语：Lucille Ward） 飾 Larry Dalton's Weeping Mother